# Руан-2 (кантон)
Руан-2 (фр. Rouen-2) — кантон во Франции, находится в регионе Нормандия, департамент Приморская Сена. Входит в состав округа Руан.

## История
Кантон образован в результате реформы 2015 года.

## Состав кантона с 22 марта 2015 года
В состав кантона входят северные и частично центральные кварталы города Руан.

## Политика
С 2021 года кантон в Совете департамента Приморская Сена представляют вице-мэры Руана Жан-Мишель Береговуа (Jean-Michel Beregovoy) (Европа Экология Зелёные) и Флоранс Эруэн-Лоте (Florence Herouin-Leautey) (Социалистическая партия).
|                | Кандидаты                               | Партия                   | Первый тур | Первый тур     | Второй тур | Второй тур |
| Кол-во голосов | Кандидаты                               | Партия                   | % голосов  | Кол-во голосов | % голосов  |            |
| -------------- | --------------------------------------- | ------------------------ | ---------- | -------------- | ---------- | ---------- |
|                | Жан-Мишель Береговуа Флоранс Эруэн-Лоте | Левый блок ― Зелёные     | 2 445      | 43,88          | 3 311      | 59,85      |
|                | Гийом Бето Изабель Федина               | Правоцентристский блок   | 1 591      | 28,55          | 2 221      | 40,15      |
|                | Гаспар Касьюс Жюльет Левек              | Левый блок               | 832        | 14,93          |            |            |
|                | Лор Делаэ Кристиан Шарль                | Национальное объединение | 704        | 12,63          |            |            |

|                | Кандидаты                            | Партия                  | Первый тур | Первый тур     | Второй тур | Второй тур |
| Кол-во голосов | Кандидаты                            | Партия                  | % голосов  | Кол-во голосов | % голосов  |            |
| -------------- | ------------------------------------ | ----------------------- | ---------- | -------------- | ---------- | ---------- |
|                | Людовик Делек Кристин де Сентре      | Социалистическая партия | 2 583      | 29,22          | 4 235      | 53,70      |
|                | Элен ван де Валь Пьер-Антуан Спримон | Правый блок             | 2 281      | 25,81          | 3 651      | 46,30      |
|                | Жан-Мишель Береговуа Анн-Эмили Раваш | Разные левые            | 1 842      | 20,84          |            |            |
|                | Роберто Бинделли Беатрис Гос         | Национальный фронт      | 1 502      | 16,99          |            |            |
|                | Мансура Бангела Сирил Грено          | Разные правые           | 631        | 7,14           |            |            |